# Hieroteusz (Wlachos)
Hieroteusz, imię świeckie Hieroteos Wlachos (ur. 1945 w Janinie) – grecki duchowny prawosławny, od 1995 metropolita Nafpaktos i Agios Vlasios.

## Życiorys
Święcenia prezbiteratu przyjął w 1972. 20 lipca 1995 otrzymał chirotonię biskupią.
W czerwcu 2016 r. uczestniczył w Soborze Wszechprawosławnym na Krecie.